# 진야곱
진야곱(陳야곱, 1989년 4월 11일 ~ )은 전 KBO 리그 두산 베어스의 투수이자, 현 KBO 리그 시흥 울브스의 감독이다.

## 선수 시절

### 두산 베어스시절

#### 2008년 시즌
서울 성남고등학교를 졸업하고 야구 월드컵에 출전한 후 2008년에 계약금 2억원에 1차 지명을 받고 입단했다. 그는 입단 첫 해부터 즉시 전력감으로 평가받았다.
그는 '시즌 목표는 선발진 진입'이라 밝혔지만 데뷔 첫 등판에서 0.2이닝 3피안타(1홈런), 2볼넷, 2실점으로 조기 강판됐고, 팀이 승리해 패전은 면했다. 그는 4월 10일 한화전에서 1.1이닝 무실점으로 데뷔 첫 홀드를 기록했으며. 5월 8일 우리전에서 1.1이닝 1피안타, 무실점 데뷔 첫 승을 거뒀다.

#### 2009년 시즌
허리 부상으로 많은 경기에 출전하지 못하고 1패, 1홀드를 기록했다.

### 경찰 야구단시절
2012년 시즌 후에 입단하였다.

### 두산 베어스복귀
2015년에 복귀하였다.

## 야구선수 은퇴 후
2021년부터 가평 웨일스의 감독으로 활동한다.

## 별명
- 이름이 '진야채곱창'의 줄임말이라는 얘기가 나와서 '진야채곱창'으로 불린다.

## 논란
2016년 11월 7일 경기북부지방경찰청은 프로야구 승부 조작 수사 결과를 브리핑하며 “2014년 KBO 리그 경기에서 1회 고의 볼넷을 던져 승부 조작을 한 대가로 브로커에게 금품을 받고 불법 스포츠 도박 사이트에 총 7억원 상당 베팅을 한 전·현직 프로야구 투수 7명, 브로커 2명 등 19명을 국민체육진흥법위반 혐의로 검거했다”라고 밝혔다. 또한 프로 야구 승부 조작 사건을 수사한 경기북부지방경찰청 사이버수사팀 관계자는 "H 선수는 수사 결과 불법 도박을 수십 차례에 걸쳐 베팅한 것으로 확인됐다. 대리 베팅이 아니라 직접 베팅이다. 소환 조사에서 혐의 사실을 인정했다"고 밝혔다. 취재 결과 H 선수는 그로 확인됐다.

## 출신 학교
- 서호초등학교
- 영남중학교
- 성남고등학교
- 한국방송통신대학교

## 통산 기록
| 연도 | 팀명  | 평균자책점 | 경기 | 완투 | 완봉 | 승 | 패 | 세 | 홀 | 승률  | 타자 | 이닝  | 피안타 | 피홈런 | 볼넷 | 사구 | 삼진 | 실점 | 자책점 |
| ---- | ----- | ---------- | ---- | ---- | ---- | -- | -- | -- | -- | ----- | ---- | ----- | ------ | ------ | ---- | ---- | ---- | ---- | ------ |
| 2008 | 두산  | 4.45       | 33   | 0    | 0    | 2  | 0  | 0  | 1  | 1.000 | 140  | 32.1  | 27     | 1      | 20   | 1    | 19   | 19   | 16     |
| 2009 | 두산  | 2.03       | 7    | 0    | 0    | 0  | 1  | 0  | 1  | 0.000 | 55   | 13.1  | 12     | 0      | 9    | 0    | 8    | 3    | 3      |
| 2010 | 두산  | -          | 1    | 0    | 0    | 0  | 0  | 0  | 0  | -     | 1    | 0     | 0      | 0      | 1    | 0    | 0    | 0    | 0      |
| 2015 | 두산  | 7.01       | 47   | 0    | 0    | 5  | 9  | 0  | 4  | 0.357 | 486  | 102.2 | 120    | 12     | 68   | 3    | 108  | 88   | 80     |
| 2016 | 두산  | 4.94       | 55   | 0    | 0    | 5  | 2  | 1  | 4  | 0.714 | 294  | 62    | 68     | 8      | 40   | 1    | 56   | 38   | 34     |
| 통산 | 5시즌 | 5.69       | 143  | 0    | 0    | 12 | 12 | 1  | 10 | 0.500 | 976  | 210.1 | 227    | 21     | 138  | 5    | 191  | 148  | 133    |